# Keizerstraat (Paramaribo)
De Keizerstraat is een lange straat in de historische binnenstad van Paramaribo. De straat ligt haaks op de Waterkant. Verder naar het noordwesten wordt de naam Verlengde Keizerstraat. De straat eindigt bij de Mariaschool en de St Alfonskerk. 

## Bouwwerken
Het gedeelte van de Waterkant tot de Zwartenhovenbrugstraat werd in 1933 door de Surinaamsche Waterleiding Maatschappij (SWM) aangesloten op het waterleidingnet.
De Keizerstraat begint bij de Waag aan de Waterkant. In de straat staan de Synagoge Neve Shalom en de Moskee Keizerstraat van Paramaribo naast elkaar. Naar de nabijheid van de twee gebouwen wordt vaak gewezen om de vreedzame religieuze diversiteit in Suriname te benadrukken.
Verder bevinden zich aan de Keizerstraat onder meer enkele warenhuizen en woonwinkels, het hoofdpostkantoor (hoek Korte Kerkstraat), de Chinese vereniging Chung Fa Foei Kon, het Vaillantsplein, McDonald's, de Coöperatieve Spaar- en Kredietbank Godo, de evangelische  Bribi Ministries Moedergemeente en de pinkstergemeente Universele Kerk van Gods Rijk.

### Monumenten
De volgende panden in de Keizerstraat staan op de monumentenlijst:

#### Nog bestaande monumenten
| Omschrijving                                         | Bouwjaar  | Adres                     | Coördinaten                  | Objectnummer? | Afbeelding                    |
| ---------------------------------------------------- | --------- | ------------------------- | ---------------------------- | ------------- | ----------------------------- |
| woonhuis                                             |           | Keizerstraat 4            | 5° 49' 36" NB, 55° 9' 24" WL | BPO 026       | Meer afbeeldingen Upload foto |
| woonhuis                                             |           | Keizerstraat 16           | 5° 49' 36" NB, 55° 9' 24" WL | BPO 029       | Meer afbeeldingen Upload foto |
| woonhuis: huis Colaco Belmonte, nu een politiebureau | 1821      | Keizerstraat 25           |                              |               | Meer afbeeldingen Upload foto |
| woonhuis                                             |           | Keizerstraat 27           | 5° 49' 36" NB, 55° 9' 24" WL | CPO 085       | Upload foto                   |
| woonhuis                                             |           | Keizerstraat 75           | 5° 49' 43" NB, 55° 9' 38" WL | BPO 031       | Meer afbeeldingen Upload foto |
| Ne Ve Shalom-synagoge                                | 1835-1837 | Keizerstraat 82           | 5° 49' 42" NB, 55° 9' 33" WL | APO 051       | Meer afbeeldingen Upload foto |
| woonhuis: conciërgewoning synagoge                   | 19e eeuw  | Keizerstraat 84           | 5° 49' 43" NB, 55° 9' 38" WL | BPO 032       | Meer afbeeldingen Upload foto |
| woonhuis                                             |           | Keizerstraat 91           | 5° 49' 45" NB, 55° 9' 42" WL | BPO 033       | Meer afbeeldingen Upload foto |
| woonhuis                                             |           | Keizerstraat 99           | 5° 49' 48" NB, 55° 9' 46" WL | CPO 015       | Meer afbeeldingen Upload foto |
| woonhuis                                             |           | Keizerstraat 108          | 5° 49' 49" NB, 55° 9' 48" WL | CPO 017       | Meer afbeeldingen Upload foto |
| woonhuis                                             |           | Keizerstraat 112          | 5° 49' 46" NB, 55° 9' 41" WL | BPO 034       | Meer afbeeldingen Upload foto |
| woonhuis                                             |           | Keizerstraat 138          | 5° 49' 49" NB, 55° 9' 48" WL | BPO 037       | Meer afbeeldingen Upload foto |
| woonhuis                                             |           | Keizerstraat 197          | 5° 49' 55" NB, 55° 10' 1" WL | CPO 086       | Meer afbeeldingen Upload foto |
| woonhuis                                             |           | Keizerstraat 199          | 5° 49' 55" NB, 55° 10' 1" WL | CPO 087       | Meer afbeeldingen Upload foto |
| Mariaschool                                          |           | Verlengde Keizerstraat 92 | 5° 49' 56" NB, 55° 10' 0" WL | BPO 118       | Meer afbeeldingen Upload foto |

#### Niet meer bestaande monumenten
| Omschrijving | Bouwjaar                    | Adres            | Coördinaten                  | Objectnummer? | Afbeelding                    |
| ------------ | --------------------------- | ---------------- | ---------------------------- | ------------- | ----------------------------- |
|              | Gesloopt                    | Keizerstraat 2   | 5° 49' 36" NB, 55° 9' 24" WL | BPO 025       | Meer afbeeldingen Upload foto |
|              | Ingestort 2002, opgeruimd   | Keizerstraat 12  | 5° 49' 36" NB, 55° 9' 24" WL | BPO 027       | Upload foto                   |
|              | Gesloopt 2004               | Keizerstraat 14  | 5° 49' 36" NB, 55° 9' 24" WL | BPO 028       | Upload foto                   |
|              | Afgebrand 2007              | Keizerstraat 71  | 5° 49' 43" NB, 55° 9' 37" WL | BPO 030       | Meer afbeeldingen Upload foto |
|              | Illegaal gesloopt 1999      | Keizerstraat 101 | 5° 49' 46" NB, 55° 9' 44" WL | CPO 016       | Meer afbeeldingen Upload foto |
|              | Afgebrand 2001              | Keizerstraat 124 | 5° 49' 45" NB, 55° 9' 41" WL | BPO 035       | Meer afbeeldingen Upload foto |
|              | Ged. illegaal gesloopt 2006 | Keizerstraat 136 | 5° 49' 49" NB, 55° 9' 48" WL | BPO 036       | Meer afbeeldingen Upload foto |

## Gedenktekens
Hieronder volgt een overzicht van de gedenktekens in de Keizerstraat:
| Onderwerp                   | Type                 | Kunstenaar     | Onthulling | Locatie                                 | Omschrijving                     |
| --------------------------- | -------------------- | -------------- | ---------- | --------------------------------------- | -------------------------------- |
| Holocaustmonument           | herinneringsmonument | Philip Dikland | 2016       | Synagoge Neve Shalom                    | Surinaamse Joden                 |
| Borstbeeld van Carlho Wijdh | borstbeeld           | Erwin de Vries | 2014       | Coöperatieve Spaar- en Kredietbank Godo | Carlho Wijdh, oprichter van Godo |

| Holocaust-monument |  | Borstbeeld van Carlho Wijdh |
| Holocaustmonument  |  | Borstbeeld van Carlho Wijdh |

## Stadsbrand van 1821

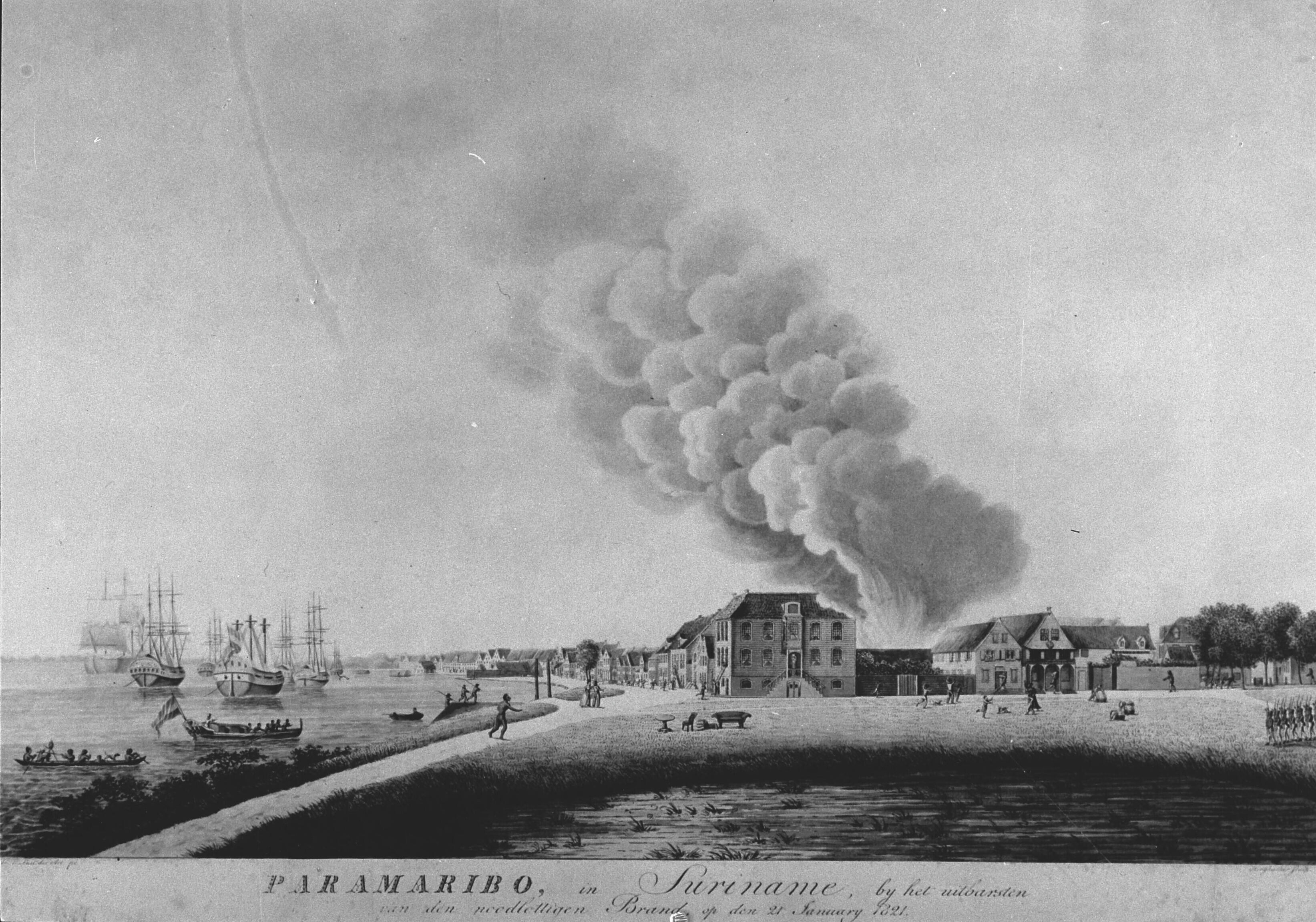
Prent van de stadsbrand van 1821

Op zondagmiddag 21 januari 1821 brak rond half twee brand uit in een huis op de hoek van het Gouvernementsplein en de Waterkant. De brand bleef vervolgens overslaan op andere huizen tot de brand de volgende dag om twaalf uur onder controle was. In tien straten brandden alle huizen af. Ook andere straten werden zwaar getroffen, waaronder huizen aan het begin van de Keizerstraat.